# 王忠嗣
王忠嗣（706年—750年），初名訓，太原祁縣（今山西祁县）人，唐朝名將，丰安军使王海賓之子。官至河西、陇右、朔方、河东四镇节度使，封清源县公。

## 生平
父王海賓以驍勇聞名，官至太子右衛率、豐安軍使（宁夏中宁石空镇）。王忠嗣九歲時，王海賓戰死，追贈為左金吾大將軍。忠嗣接入宫中抚养，玄宗收為假子，賜名忠嗣，常與忠王李亨一起游玩。有一次玄宗和他論兵法，他“應對縱橫，皆出意表”。
開元十八年（730年），出任兵馬使，隨河西節度使蕭嵩出征。开元十八年在玉川戰役中以三百輕騎偷襲吐蕃，斬敵數千。後接替王侄擔任隴右節度使。開元二十六年北伐，出雁门，於桑乾河三战三捷，大破奚军。天宝初年，大败突厥叶护部落，取乌苏米施可汗首级至長安。745年封清源县公。天宝六年（747年），兼任河西、隴右、朔方、河東四鎮節度使，“佩四将印，控制万里，劲兵重镇，皆归掌握，自国初已来，未之有也。”
天宝元年，对吐蕃的青海湖会战，大破吐蕃北线主力，吐蕃死傷數萬人，兩王子陣亡。吐谷浑降唐。玄宗晚年好大喜功。天宝六年（747年），令王忠嗣攻吐蕃石堡城（今青海西寧市西南）。王忠嗣奏稱，石堡形勢險固，不宜輕舉妄動，「以數萬之眾爭一城，得之未足以制敵，不得亦無害於國」，上言切諫。玄宗不聽，王忠嗣只得出兵，結果大敗而回。宰相李林甫对王忠嗣嫉恨，誣陷王忠嗣「欲奉太子」。帝以哥舒翰代王忠嗣為隴右節度使，對忠嗣严加审讯，打算处以极刑。哥舒翰极言王忠嗣无罪，请求用自己的官爵来赎王忠嗣的罪，玄宗不听，走入内宫，哥舒翰一路追隨，“言词慷慨，声泪俱下”，玄宗深受感動，遂貶忠嗣為漢陽（今湖北）太守，一年後抑鬱以终，年僅四十五歲。宝应元年，追赠兵部尚书。

## 家庭
- 子王震，天宝中任秘书丞。
- 有女王韞秀，嫁给后来为宰相的元载，生子元伯和等。后来元载伏诛，王韫秀母子同死。

## 延伸阅读
[在维基数据编辑]
 在维基文库阅读此作者作品
 《舊唐書·卷103》，出自刘昫《舊唐書》
 《新唐書·卷133》，出自《新唐書》